# Urania Genève-Sports Hockey Club
L'Urania Genève-Sports Hockey Club (abbreviato Urania Genève-Sports HC o UGS HC) è stata una squadra di hockey su ghiaccio svizzera. Fu fondata nel 1906 con sede a Ginevra ed è stata sciolta nel 1963.

## Cronologia
- 1906-1908: ?
- 1908-1909: 1º livello
- 1909-1911: ?
- 1911-1912: 1º livello
- 1912-1916: ?
- 1916-1918: 1º livello
- 1918-1921: ?
- 1921-1922: 1º livello
- 1922-1937: ?